# Rhyparus adebratti
Rhyparus adebratti är en skalbaggsart som beskrevs av Bordat 1996. Rhyparus adebratti ingår i släktet Rhyparus och familjen Aphodiidae. Inga underarter finns listade i Catalogue of Life.